# Heteronemiidae
Heteronemiidae (лат.) — семейство палочников (Phasmatodea). Около 80 видов. Центральная и Южная Америка, Мадагаскар.

## Описание
Палочники крупных и средних размеров. Усики отчётливо тонкие нитевидные, слабо сегментированные, длиннее передних бёдер, а часто более длины всего тела (если усики короче и сегментированные, то вентральная часть передних бёдер гладкая). Передние бёдра с тремя ребрами, ребра пластинчатые. Если передние и задние бёдра не килевидные вентромедиально, то передние бёдра длиннее чем голова, пронотум и мезонотум вместе взятые.

## Систематика
12 родов и 79 видов.
- Триба Heteronemiini  Rehn, 1904
  - Heteronemia (20), Minteronemia (2), Spinonemia (1), Splendidonemia (1), Xeropsis (1)
- Триба Paraleptyniini  Zompro, 2004
  - Parabacillus (3), Paraleptynia (2), Xiphophasma (3)
- Триба Pygirhynchini  Redtenbacher, 1906
  - Canuleius (23), Ceroys (2), Pygirhynchus (8)

### Список родов
- Canuleius Stål, 1875
- Ceroys Serville, 1838
- Heteronemia Gray, 1835
- Minteronemia Zompro, 2004
- Parabacillus Caudell, 1903
- Paraceroys Conle, Hennemann & Gutiérrez, 2011
- Paraleptynia Caudell, 1904
- Paraxeropsis Camousseight, 2008
- Pygirhynchus Serville, 1838
- Spinonemia Zompro, 2004
- Splendidonemia Zompro, 2004
- Xeropsis Redtenbacher, 1906
- Xiphophasma Rehn, 1913